# Кольцова Олександра Анатоліївна
Олександра Анатоліївна Кольцова (більш відома як Саша Кольцова та за псевдонімом Каша Сальцова; нар. 30 травня 1981, Капустин Яр, Астраханська область, Росія) — українська співачка (мецо-сопрано), публіцистка, журналістка, письменниця, ведуча, композиторка, поетеса, продюсерка, ініціаторка екологічної програми зі скорочення споживання пластику. Солістка гуртів «Крихітка Цахес» (1999–2007) і «Крихітка» (з 2007). 
Керівниця благодійного фонду «Фундація Дарини Жолдак», що займається популяризацією читання (з 2015 до 2017 року).
Членкиня правління Національної Суспільної Телерадіокомпанії України, відповідальна за напрямок розважальне мовлення та спорт (з 2017 року до 2019 року).

## Біографія
Народилася 30 травня в РРФСР у закритому військовому містечку в Астраханській області, у шкільному віці переїхала до Києва, де закінчила ліцей «Наукова Зміна». Здобула вищу освіту у Київському національному лінгвістичному університеті (спеціальність «французька та англійська мова та література»). У 2001—2002 рр. — головна редакторка журналу «Молоко», 2001 р. — радіоведуча на Радіо ROKS.
Вокалістка та авторка пісень київського гурту «Крихітка Цахес» до 2007 року, коли гурт припинив діяльність після смерті гітариста, і «Крихітка» (2007 — теперішній час).
У 2007 перемогла на інвестиційному шоу «Акули Бізнесу» телеканалу ICTV, виграні кошти було використано на запис альбому гурту «Крихітка».
Колишні учасники «Крихітки Цахес» утворили гурт «Крихітка», в якому Кольцова є фронтвумен. У 2009 році гурт випустив дебютний альбом «Рецепт», записаний на студії Sugar Studio за участі саундпродюсерів Дмитра Шурова та Юрія Хусточки.
У 2013 році вийшов сингл «Донор» гурту «Крихітка». У 2015 році сингл «Без імені», у 2022 році «Мегалюбов», у 2023 році сингли «Ялта» та «Ланцюг». 
З 2002 по 2006 роки працювала копірайтеркою у міжнародній рекламній агенції McCann Erickson/Linea12. 
Вела блог на сайті «Телекритика». Власниця торговельної марки «Екоторба» та «Крихітка Цахес».
З 2015 року по 2017 рік — керівниця благодійного фонду «Фундація Дарини Жолдак». 
З 2017 року по 2019 рік — членкиня правління Суспільного Мовлення України, очільниця розважального напрямку.
Співавторка проєкту «Як звучить Україна» разом з Олександрою Гайворонською .
З 2020 року навчається у Києво-Могилянській Бізнес Школі на програмі Executive MBA (група EMBA 35). 
Випускниця програм Aspen Institute Kyiv 2017 та Української Школи Політичних Студій 2018.

## Особисте життя
Випускає лінійку прикрас під брендом God.Glass.You, частина прибутку з продажу яких іде на підтримку українських музеїв, що постраждали під час російсько-української війни.
Одружена. Вегетаріанка, послідовниця straight edge.

### Громадська позиція
Брала участь у Революції гідності. 
2014 року взяла участь у зйомці для благодійного календаря «Щирі», присвяченого українському національному костюму та його популяризації. Проєкт було реалізовано зусиллями ТЦ «Домосфера» та комунікаційної агенції Gres Todorchuk. Усі кошти від реалізації календаря було передано на допомогу пораненим бійцям АТО до Київського військового шпиталю та центру волонтерства Українського католицького університету «Волонтерська Сотня». 
У червні 2018 записала відео звернення на підтримку ув'язненого в Росії українського режисера Олега Сенцова, оприлюднювала звернення на підтримку ратифікації Стамбульської конвенції, публікувала звернення на підтримку і звільнення українського філософа Ігоря Козлова, руху за права тварин UA Animals, виступає за зареєстровані цивільні партнерства та права жінок та прав українських авторів.
Членкиня ГО УАСП з 2022 року.

## Дискографія

#### Пісні на збірках
- 2000 «Всі Джерела Відкриті fucksami remix» 2CD «Рок-Екзистенція 2000», JRC.Арт-Екзистенція. Арт-Велес
- 2001 «Всі Джерела Відкриті» Upgrade4 Nova Records 2001
- 2002 «Він Мене Не Кохає fucksami remix» Збірка Хуліганської музики «Екстремізм» 2002 Партія Рекордз
- 2002 «Деталь» збірка «Пульс Асфальта» додаток до видання FHM 2002
- 2002 «Скоро буду поруч» 2003 «Рок-Екзистенція 2002»
- 2003 «Лисиця» 2003 збірка «Енергетика»
- 2005 Збірка «Ом Радио» 7 випуск 2005 м. Москва.

#### Альбоми та сингли
- 2005 — «На першому місці» («Крихітка Цахес»)
- 2009 — «Рецепт» («Крихітка»)
- 2010 — «Аврора» (Aby MC feat. Каша Сальцова)
- 2013 — «Донор» (електросингл) («Крихітка»)
- 2013 — «Красота» (максі-сингл проєкту Unesko)
- 2014 — «Візитівка» — сингл
- 2015 — «Цвітка» (сингл)
- 2015 — «Без імені» (сингл)
- 2016 — «Струм» (сингл)
- 2017 — «Колискова», feat. гурт «Лінія Маннергейма»
- 2020 — «Бурштин»
- 2021 — Крихітка Istok Live Lounge (збірка)
- 2021 — «Любов і ніжність» (проєкт «Нескорений ПроRock. Олена Теліга»)
- 2021 — «Їде-їде потяг» (дитяча пісня)
- 2021 — «Мегалюбов»
- 2022 — «Де твоя ніжка, кіт руденький» (дитяча пісня)
- 2022 — «Поцілунок» (кавер «Мертвий Півень»)
- 2023 — Ланцюг
- 2023 — Ялта
- 2023 — «Ти є велика сила» за участі Тонка, Roxolana, Марина Круть
- 2023 — «Зубна поліція» (дитяча пісня)

## Співпраця
Олександра Кольцова з'являлася в альбомах таких виконавців та виконавиць:
- Фактично Самі — пісня «Колискова» (альбом «Космічний вакуум»)
- Esthetic Education — пісні «Butterfly», «Werewolf» (альбом «Werewolf»)
- Мертвий Півень — пісня «Ми помрем не в Парижі», «Коли ти смієшся»
- MetaMoreFozzey — пісня «Любов», пісня «CD» (2014)
- Supersonic Future — пісня «I'm Waiting For a Love» — текст, бек-вокал
- Лінія Маннергейма — «Колискова» — вокал
- Тамплієри — аудіо-книга Сергія Жадана — голос
- The Ukraine — аудіо-книга Артема Чапая — голос

## Нагороди
- Червона Рута 2001 — Лауреатка премії в номінації «Рок Музика», «Інша музика»
- Непопса 2008 — Найкращий жіночий рок-вокал
- Непопса 2009 — Найкращий жіночий рок-вокал

## Фільмографія
- Обійми мене, 2009 р.

## Книги
У 2023 році дебютувала як письменниця для дітей. У Видавництві Старого Лева вийшли книги «Зубна поліція» та «Малюк чує звук».